# Wald (Wiehl)
 Wald  ist eine von 51 Ortschaften der Stadt Wiehl im Oberbergischen Kreis im Regierungsbezirk Köln in Nordrhein-Westfalen (Deutschland). 

## Lage und Beschreibung
Der Ort liegt rund 3 Kilometer östlich vom Stadtzentrum von Wiehl entfernt. Wald liegt südlich der Bundesautobahn 4. 
Zurzeit hat Wald 95 Einwohner (Stand 31. Dez 2004).

## Nennung
1675 in Kirchenbüchern erstmals erwähnt. Nach mündlicher Überlieferung von einer aus Frankreich geflohenen Hugenottenfamilie vor dem Wald angelegtes Gehöft. Stammort der Sippe Wald.

## Vereine
- Gemeinnütziger Verein Börnhausen/Wald e.V
- Waldruhe (Theodor Fliedner Stiftung), Anfänge 1907, heute Dorf mit Tagesstruktur (Arbeitstherapie und Therapeutischer Trainingsbereich) und ambulant Betreutes Wohnen für psychisch behinderte Menschen